# VI район (Турку)
VI район (фін. VI kaupunginosa швед. VI stadsdel) — один із центральних районів міста Турку, що входить до Центрального територіального округу. 

## Географічне положення
Район розташований на західному узбережжі річки Аурайокі, на схід від вулиці Ауракату (фін. Aurakatu) і межує з VII районом. 

## Пам'ятки
На території VI району розташовані Торгова площа і міський автовокзал. 
На Малій площі розташована історична будівля центральної міської бібліотеки. 

## Населення
У 2004 населення району становило 6 284 людини, з яких діти віком до 15 років становили 5,11%, а старше 65 років — 22,64%. Фінською мовою в якості рідної володіли 87,2%, шведською — 10,0%, а іншими мовами — 2,8% населення району. 